# Dicranolepis laciniata
Dicranolepis laciniata är en tibastväxtart som beskrevs av Ernest Friedrich Gilg. Dicranolepis laciniata ingår i släktet Dicranolepis och familjen tibastväxter. Inga underarter finns listade i Catalogue of Life.